# Hermann Broch
Hermann Broch (Wenen, 1 november 1886 – New Haven (Connecticut), 1 mei 1951) was een Oostenrijks modernistisch schrijver en filosoof van Joodse herkomst.

## Leven en werk
Broch werd geboren in een welvarende Joodse familie. Hij was voorbestemd om te gaan werken in het textielbedrijf van zijn vader, maar bekwaamde zich ook op natuurwetenschappelijk en cultuurfilosofisch gebied. In zijn latere werk streefde hij steeds naar een soort van ‘kennistotaliteit’ en keerde hij zich tegen elke vorm van ‘beroepstheologie’.
Broch toonde zich als industrieel reeds sterk sociaal geëngageerd. Tijdens de Eerste Wereldoorlog was hij een tijdlang ziekenhuisdirecteur en werd hij geconfronteerd met grote individuele ellende, hetgeen diepe sporen bij hem naliet. Na een mislukt huwelijk brak hij in 1925 met zijn familie en ging epistemologie, psychologie, wiskunde en filosofie studeren. Ook bewoog hij zich in de jaren twintig, mede door zijn medewerking aan het tijdschrift ‘Summa’ steeds meer in literaire milieus en raakte hij bevriend met Robert Musil, Rainer Maria Rilke, Elias Canetti en Franz Blei. Zijn eerste grote roman, Die Schlafwandler, verscheen in 1931 en beschrijft zijn ervaring dat geen enkel object geheel in een filosofische analyse past, dat er altijd een ‘mystieke’ rest overblijft.
In maart 1938 werd Broch als vermeende communist aangehouden, maar mede door de hulp van Thomas Mann en Albert Einstein wist hij op het nippertje via Engeland naar de Verenigde Staten te ontkomen. Daar zette hij een veelomvattende interdisciplinaire studie over massapsychologie voort, resulterend in zijn Magnum opus Der Tod des Vergil (1945): een complex lyrisch epos in vier delen dat op danteske wijze de aankomst, de neerdaling, de verwachting en de terugkomst van de stervende dichter Virgilius beschrijft. Virgilius’ afkeer van de massa, de realiteit, de kunst en zijn eigen dichtwerk (de Aeneïs, dat hij wil vernietigen, wat echter door de Romeinse keizer Augustus gefrustreerd wordt) vormen de hoofdmotieven van het boek. Het eindigt in een soort kosmologische openbaring van een bewust beleefde totale verwording.
Broch was ook een begaafd essayist en schreef met groot inzicht beschouwingen over onder andere Hugo von Hofmannsthal en James Joyce. Hij overleed in 1951 te New Haven, Connecticut. Kort daarvoor werd hij genomineerd voor de Nobelprijs voor Literatuur.